# Франция на летних Олимпийских играх 1912
На летних Олимпийских играх 1912 года Францию представляли 119 спортсменов (118 мужчин, 1 женщина). Они завоевали 7 золотых, 4 серебряных и 3 бронзовых медали, что вывело сборную на 5-е место в неофициальном командном зачёте.

## Медалисты
| Медаль  | Спортсмен                                         | Вид спорта            | Дисциплина                                           |
| ------- | ------------------------------------------------- | --------------------- | ---------------------------------------------------- |
| Золото  | Жан Карю                                          | Конный спорт          | Конкур, личное первенство                            |
| Золото  | Амедэ Тюбэ Гастон Тюбэ Жак Тюбэ                   | Парусный спорт        | Класс «6 м»                                          |
| Золото  | Поль Коля                                         | Стрельба              | Мужчины, армейская винтовка, 600 м                   |
| Золото  | Поль Коля                                         | Стрельба              | Мужчины, произвольная винтовка с трёх позиций, 300 м |
| Золото  | Маргарит Брокди                                   | Теннис                | Женщины, одиночный разряд                            |
| Золото  | Андре Гобер                                       | Теннис                | Мужчины, одиночный разряд в помещении                |
| Золото  | Морис Жермо Андре Гобер                           | Теннис                | Мужчины, парный разряд в помещении                   |
| Серебро | Пьер Фейо Шарль Лелонг Шарль Пуленар Робер Шуррер | Лёгкая атлетика       | Мужчины, эстафета 4×400 м                            |
| Серебро | Жан Буэн                                          | Лёгкая атлетика       | Мужчины, 5000 м                                      |
| Серебро | Луи Сегюра                                        | Спортивная гимнастика | Мужчины, личное первенство                           |
| Серебро | Мишель Дюфур Жан Карю Бернар Мейер Альбер Сенье   | Конный спорт          | Конкур, командное первенство                         |
| Бронза  | Жан Карю                                          | Конный спорт          | Троеборье, личное первенство                         |
| Бронза  | Эдуард Мени де Маранге Альбер Кане                | Теннис                | Мужчины, парный разряд                               |
| Бронза  | Маргарит Брокди Альбер Кане                       | Теннис                | Смешанный парный разряд                              |